# 2011–2012-es EHF-bajnokok ligája
A 2011–2012-es EHF-bajnokok ligája a bajnokság történetének ötvenkettedik kiírása. A címvédő a spanyol FC Barcelona csapata. Magyarországról két csapat kvalifikálta magát, a bajnoki címvédő MKB Veszprém és a bajnoki ezüstérmes Pick Szeged. A négyes döntőt, Kölnben rendezik meg, 2012. május 26-án és 27-én.

## Sorsolás
A csoportkör sorsolását 2011. június 28-án tartották.

### Kiemelés
| 1. kalap - FC BarcelonaCV - HSV Hamburg - Csehovszki Medvegyi - Montpellier HB 2. kalap - MKB Veszprém - RK Zagreb - AG København - RK Cimos Koper | 3. kalap - Atlético Madrid - THW Kiel - HCM Constanţa - Kadetten Schaffhausen 4. kalap - Szankt-Petyerburg - Chambéry - CB Ademar León - Füchse Berlin | 5. kalap - Pick Szeged - Bjerringbro-Silkeborg - RK Bosna Sarajevo - Orlen Wisła Płock 6. kalap - RK Partizan - IK Sävehof - HC Metalurg - Vive Targi Kielce |

## Csoportkör
| Színmagyarázat | Színmagyarázat                                                            |
| -------------- | ------------------------------------------------------------------------- |
|                | A csoportok első négy helyezettje bejutott az egyenes kieséses szakaszba. |
|                | A csoportok ötödik és hatodik helyezettje kiesett a kupából.              |

### A csoport
| Csapat                | M  | Gy | D | V  | Lg  | Kg  | Gk   | P  |
| --------------------- | -- | -- | - | -- | --- | --- | ---- | -- |
| Barcelona             | 10 | 9  | 0 | 1  | 336 | 245 | +91  | 18 |
| RK Zagreb             | 10 | 8  | 0 | 2  | 289 | 255 | +34  | 16 |
| Sävehof               | 10 | 5  | 0 | 5  | 291 | 300 | –9   | 10 |
| Kadetten Schaffhausen | 10 | 4  | 0 | 6  | 309 | 283 | +26  | 8  |
| Chambéry              | 10 | 4  | 0 | 6  | 276 | 270 | +6   | 8  |
| Bosna Sarajevo        | 10 | 0  | 0 | 10 | 195 | 343 | –148 | 0  |

|                       | BAR   | ZAG   | SCH   | CHA   | SAR   | SAV   |
| --------------------- | ----- | ----- | ----- | ----- | ----- | ----- |
| Barcelona             |       | 29–30 | 33–29 | 28–25 | 37–19 | 36–24 |
| RK Zagreb             | 30–31 |       | 31–28 | 28–20 | 33–19 | 30–26 |
| Kadetten Schaffhausen | 26–30 | 27–28 |       | 28–24 | 43–18 | 40–32 |
| Chambéry              | 19–30 | 26–28 | 33–29 |       | 40–19 | 33–30 |
| Bosna Sarajevo        | 17–43 | 21–26 | 23–34 | 18–25 |       | 21–38 |
| Sävehof               | 26–39 | 28–25 | 31–25 | 32–31 | 24–20 |       |

### B csoport
| Csapat                | M  | Gy | D | V  | Lg  | Kg  | Gk  | P  |
| --------------------- | -- | -- | - | -- | --- | --- | --- | -- |
| Atlético Madrid       | 10 | 7  | 2 | 1  | 318 | 285 | +33 | 16 |
| MKB Veszprém          | 10 | 6  | 0 | 4  | 266 | 266 | 0   | 12 |
| Kielce                | 10 | 5  | 1 | 4  | 295 | 285 | +10 | 11 |
| Füchse Berlin         | 10 | 5  | 1 | 4  | 296 | 292 | +4  | 11 |
| Csehovszki Medvegyi   | 10 | 3  | 4 | 3  | 291 | 276 | +15 | 10 |
| Bjerringbro-Silkeborg | 10 | 0  | 0 | 10 | 253 | 315 | –62 | 0  |

|                       | MED   | VES   | ATL   | BER   | SIL   | KIE   |
| --------------------- | ----- | ----- | ----- | ----- | ----- | ----- |
| Csehovszki Medvegyi   |       | 30–26 | 29–29 | 31–31 | 30–23 | 30–31 |
| MKB Veszprém          | 24–22 |       | 28–27 | 24–33 | 32–25 | 21–24 |
| Atlético Madrid       | 30–30 | 37–28 |       | 32–27 | 31–27 | 28–27 |
| Füchse Berlin         | 31–28 | 24–29 | 33–37 |       | 28–27 | 30–27 |
| Bjerringbro-Silkeborg | 25–35 | 19–25 | 27–30 | 25–30 |       | 26–37 |
| Kielce                | 26–26 | 25–29 | 29–37 | 32–29 | 37–29 |       |

### C csoport
| Csapat            | M  | Gy | D | V | Lg  | Kg  | Gk  | P  |
| ----------------- | -- | -- | - | - | --- | --- | --- | -- |
| HSV Hamburg       | 10 | 9  | 1 | 0 | 310 | 245 | +65 | 19 |
| Cimos Koper       | 10 | 5  | 3 | 2 | 267 | 248 | +19 | 13 |
| HC Metalurg       | 10 | 5  | 2 | 3 | 254 | 231 | +23 | 12 |
| Orlen Wisła Płock | 10 | 4  | 1 | 5 | 273 | 269 | +4  | 9  |
| Szankt-Petyerburg | 10 | 2  | 1 | 7 | 241 | 301 | –60 | 5  |
| HCM Constanţa     | 10 | 1  | 0 | 9 | 235 | 286 | –51 | 2  |

|                   | HAM   | KOP   | CON   | SZP   | PŁO   | MET   |
| ----------------- | ----- | ----- | ----- | ----- | ----- | ----- |
| HSV Hamburg       |       | 27–27 | 36–25 | 32–20 | 34–25 | 32–25 |
| Cimos Koper       | 23–24 |       | 28–24 | 30–23 | 27–24 | 22–22 |
| HCM Constanţa     | 26–34 | 25–27 |       | 24–26 | 19–34 | 20–19 |
| Szankt-Petyerburg | 25–36 | 26–35 | 27–25 |       | 24–32 | 25–25 |
| Orlen Wisła Płock | 26–30 | 25–25 | 30–29 | 30–26 |       | 20–24 |
| HC Metalurg       | 23–25 | 28–23 | 25–18 | 32–19 | 31–27 |       |

### D csoport
| Csapat       | M  | Gy | D | V  | Lg  | Kg  | Gk  | P  |
| ------------ | -- | -- | - | -- | --- | --- | --- | -- |
| THW Kiel     | 10 | 7  | 2 | 1  | 318 | 263 | +55 | 16 |
| AG København | 10 | 7  | 1 | 2  | 298 | 268 | +30 | 15 |
| Ademar León  | 10 | 6  | 1 | 3  | 302 | 296 | +6  | 13 |
| Montpellier  | 10 | 5  | 0 | 5  | 307 | 293 | +14 | 10 |
| Pick Szeged  | 10 | 3  | 0 | 7  | 285 | 316 | –31 | 6  |
| RK Partizan  | 10 | 0  | 0 | 10 | 243 | 317 | –74 | 0  |

|              | MON   | KØB   | KIE   | LEÓ   | SZE   | PAR   |
| ------------ | ----- | ----- | ----- | ----- | ----- | ----- |
| Montpellier  |       | 27–31 | 31–34 | 38–34 | 29–26 | 36–27 |
| AG København | 31–29 |       | 24–24 | 30–29 | 36–24 | 29–23 |
| THW Kiel     | 23–24 | 28–26 |       | 38–28 | 34–24 | 36–28 |
| Ademar León  | 29–28 | 28–26 | 28–28 |       | 31–25 | 33–28 |
| Pick Szeged  | 38–35 | 31–34 | 26–38 | 31–35 |       | 31–21 |
| RK Partizan  | 20–30 | 25–31 | 24–35 | 24–27 | 23–29 |       |

## Egyenes kieséses szakasz
Az egyenes kieséses szakaszban tizenhat csapat vesz részt. A csoportok első négy helyezettjei.
| Csoport   | Csoportelső     | Csoportmásodik | Csoportharmadik | Csoportnegyedik       |
| --------- | --------------- | -------------- | --------------- | --------------------- |
| A csoport | Barcelona       | RK Zagreb      | Sävehof         | Kadetten Schaffhausen |
| B csoport | Atlético Madrid | MKB Veszprém   | Kielce          | Füchse Berlin         |
| C csoport | HSV Hamburg     | Cimos Koper    | HC Metalurg     | Orlen Wisła Płock     |
| D csoport | THW Kiel        | AG København   | Ademar León     | Montpellier           |

### Nyolcaddöntők
A nyolcaddöntők mérkőzéseit 2012. március 14. és március 25. között rendezték meg.
| 1. csapat             | Össz. | 2. csapat       | 1. mérk. | 2. mérk. |
| --------------------- | ----- | --------------- | -------- | -------- |
| Füchse Berlin         | 56–53 | HSV Hamburg     | 32–30    | 24–23    |
| Montpellier           | 50–64 | Barcelona       | 30–28    | 20–36    |
| Orlen Wisła Płock     | 48–63 | THW Kiel        | 24–36    | 24–27    |
| Kadetten Schaffhausen | 57–62 | Atlético Madrid | 27–36    | 30–26    |
| Ademar León           | 56–55 | MKB Veszprém    | 31–28    | 25–27    |
| Kielce                | 50–51 | Cimos Koper     | 27–26    | 23–25    |
| HC Metalurg           | 40–44 | RK Zagreb       | 19–18    | 21–26    |
| Sävehof               | 49–60 | AG København    | 25–34    | 24–26    |

### Negyeddöntők
A negyeddöntők mérkőzéseit 2012. április 18. és április 29. között rendezik meg.
| 1. csapat    | Össz. | 2. csapat       | 1. mérk. | 2. mérk. |
| ------------ | ----- | --------------- | -------- | -------- |
| AG København | 62-59 | Barcelona       | 29-23    | 33-36    |
| Ademar León  | 52-52 | Füchse Berlin   | 34-23    | 18-29    |
| RK Zagreb    | 58-64 | THW Kiel        | 31-31    | 27-33    |
| Cimos Koper  | 50-54 | Atlético Madrid | 26-23    | 24-31    |

### Elődöntők
A mérkőzéseket 2012. május 26-án játszották.
| 1. csapat       | Eredmény | 2. csapat    |
| --------------- | -------- | ------------ |
| Füchse Berlin   | 24–25    | THW Kiel     |
| Atlético Madrid | 25–23    | AG København |

### Harmadik helyért
A mérkőzést 2012. május 27-én játszották.
| 1. csapat     | Eredmény | 2. csapat    |
| ------------- | -------- | ------------ |
| Füchse Berlin | 21–26    | AG København |

### Döntő
A mérkőzést 2012. május 27-én játszották.
| 1. csapat | Eredmény | 2. csapat       |
| --------- | -------- | --------------- |
| THW Kiel  | 26–21    | Atlético Madrid |